# 13269 Dahlstrom
13269 Dahlstrom eller 1998 QV34 är en asteroid i huvudbältet som upptäcktes den 17 augusti 1998 av LINEAR i Socorro County, New Mexico. Den är uppkallad efter Kurt Martin Dahlstrom.
Den tillhör asteroidgruppen Vesta.